# Depressor
Un depressor o psicolèptic és una substància psicòtropica que disminueix els nivells d'activitat motriu i cognitiva, reforça la son i en general alenteix l'activitat del sistema nerviós central. Els depressors poden ser ansiolítics, sedants o somnífers. S'usen en medicina i com a drogues d'abús. Els depressors dels sistema nerviós més habituals són l'alcohol, els opioides, els barbitúrics i les benzodiazepines.

## Efectes
En dosis petites poden produir sensació de calma i benestar, cosa que disminueix l'ansietat, i també somnolència, de vegades eufòria, de vegades nàusees, sensació d'atordiment, relaxació muscular, disminució de reflexos físics i de la velocitat de moviments, fins i tot de la seva coordinació. En dosis altes (sobredosi) pot provocar la mort per depressió respiratòria.